# Premnas
Premnas – rodzaj małych, morskich ryb okoniokształtnych z rodziny garbikowatych. Hodowane w akwariach morskich. Razem z rodzajem Amphiprion znane pod nazwą błazenki, ryby klowny, ryby ukwiałowe.
Występowanie: wody przybrzeżne, rafy koralowe mórz tropikalnych, Ocean Indyjski i Ocean Spokojny.

## Cechy charakterystyczne
- żyją w symbiozie z ukwiałami (symbioza fakultatywna)[potrzebny przypis]
- posiadają zdolność zmiany płci[potrzebny przypis]

## Klasyfikacja
Gatunki zaliczane do tego rodzaju:
- Premnas biaculeatus